# Bratin
Bratin je nenaseljeni hrvatski jadranski otočić. Nalazi se oko 700 metara zapadno od obale Lastova, kod mjesta Uble. Najbliži otok je Vlašnik, oko 500 metara sjeverno.
Površina otoka je 174.703 m2, duljina obalne crte 1949 m, a visina 79 metara.

## Vanjske poveznice
|  | Zajednički poslužitelj ima još gradiva o temi Bratin |